# Anna és a sziámi király (film, 1946)
Az Anna és a sziámi király (eredeti cím: Anna and the King of Siam) egy 1946-ban bemutatott amerikai romantikus filmdráma, mely Margaret Landon Anna és a király című regénye alapján készült. A történet Anna Leonowens Sziámban töltött éveiről írt emlékiratainak eseményeit dolgozza föl. A történetet 1951-ben átdolgozták musicalre (The King and I), 1956-ban zenés filmre (Anna és a sziámi Király), majd 1999-ben filmre (Anna és a király). A legfőbb különbség az egyes filmek között, hogy Tuptim karaktere ebben a változatban kevésbé szimpatikus, mint a későbbi film és musical változatokban. Kapcsolatuk ellenséges Annával.

## Cselekmény
Anna Leonowens (Irene Dunne) és fia, Louis (Richard Lyon) 1862-ben Bangkokba érkeznek, hogy Anna a tanára legyen Mongkut király (Rex Harrison) gyermekeinek. Érkezésekor a Kralahome (miniszterelnök) (Lee J. Cobb) személyes jellegű kérdéseket tesz föl neki, amire Anna felháborodik, nem ismervén ezt az általános ázsiai szokást.
Kralahome azt mondja Annának, hogy a palotában kell maradnia, holott a király meghívó levelében külön szállást ígért a tanárnőnek. Anna a  következő napon a királlyal szeretne beszélni, hogy a ház ügyét megbeszéljék. A király is személyes kérdéseket tesz föl, melyekre Anna talpraesetten válaszol. Mivel megnyerte a király tetszését, bemutatja az új tanárnőt feleségének és 67 gyermekének, utasítva, hogy mindannyiukat tanítania kell. Annát elbűvöli a család, de azért emlékezteti a királyt a külön házzal kapcsolatos ígéretére. Mongkut azt állítja, nem emlékszik ilyen ígéretre és ragaszkodik hozzá, hogy Anna a palotában lakjon, hogy tanítványai könnyebben elérhessék, ha szükség van rá. Anna köti az ebet a karóhoz, mire egy lepusztult házat mutatnak neki a halpiacon, így végül is a palotát választja.
Anna számos dolgot tanít a királyi családnak. Ezalatt a Kralahome külső fenyegetésről számol be a királynak. Éjjelente Mongkut magához rendeli Annát, hogy a Bibliáról vagy más tudományos kérdésekről beszélgessenek. Az egyik ilyen beszélgetés után Anna egy megláncolt rabszolgát fedez föl egy kisbabával. Ő L'Ore, aki Tuptimhoz, az új királyi feleséghez tartozik. Tuptim nagyon fiatal és elkeseredett, amiért a palotába hozták. Visszautasítja, hogy elengedje L'Ore-t, bár annak férje még fizetni is hajlandó lenne érte. Anna beszél az ügyről a királlyal, emlékeztetve őt arra a törvényre, hogy a rabszolgát szabadon kell engedni, ha fizetnek érte, és hogy ez mindenkire vonatkozik. Mongkut megkérdi őt, hogy Viktória királynő a törvény fölött áll-e. Anna elmagyarázza neki, hogy sem ő, sem Lincoln elnök nem áll a törvények fölött, az amerikai polgárháborúról is mesél a királynak. Mongkut levelet ír Lincolnnak, melyben néhány elefántot ajánl neki, melyeket válaszában Lincoln megköszönve visszautasít. Tuptim nem sokkal később megmutatja Annának azt az ékszert, amit a király adott neki, hogy elengedje rabszolgáját.
Mongkut angol vendégeket vár és megkéri Annát, hogy öltöztesse föl legszebb feleségeit európai módra, hogy megmutathassa a látogatóknak, ő nem egy barbár uralkodó. Britannia védnöksége alá akarja vonni Sziámot. Anna azt javasolja, hívják meg több nemzet nagyköveteit, és sikeres estélyt rendeznek számukra.
Az időközben eltűnt Tuptimra egy buddhista templomban bukkannak férfi öltözetben. Bíróság elé kerül, ahol elmondja, azért ment a monostorba, mert úgy érezte, nem találja máshol a helyét. Felvették őt szerzetesnek és Phra Palat, korábbi vőlegénye lett a tanítója, aki azonban nem ismerte föl a férfi ruhába bújt nőt. Anna a királyhoz rohan segítségét, aki azonban rossz néven veszi, hogy Anna egyáltalán tud a történtekről. Anna elveszíti a türelmét és azt mondja a királynak, hogy nincs szíve és hogy barbár. Mongkut máglyára küldi Tuptimot és Phra Palatot, ekkor Anna úgy dönt, elhagyja az országot. Lady Thiang úgy érzi emiatt, hogy csalódott Annában, majd azt mondja, Csulalongkorn herceg talán nem lesz jó király, ha Anna nem marad, hogy tanítsa őt. Eközben Anna fia életét veszti egy lovas balesetben. A Kralahome tájékoztatja Annát arról, hogy Mongkut királyi temetésben részesíti fiát, és arról, hogy ezzel a király bizonyos módon bocsánatot kér amiatt, ami Tuptimmal történt. De amikor Mongkut kéri Annát, hogy tegyen eleget továbbra is titkári kötelezettségeinek, Anna visszautasítja és a tanítást folytatja.
1865-ben a britek, 1867-ben a franciák és 1870-ben Amerika is konzulátust nyitottak a fejlődő országban. Évekkel később, amikor Csulalongkorn már fiatalemberré nőtt, Annát a haldokló Mongkut ágyához hívják. A király elismeri, hogy mindenben Annának volt igaza, és hogy jó hatással volt gyermekeire. Hálája kifejezése után meghal. A Kralahome megkéri Annát, hogy maradjon és segítse a herceget az uralkodásban. Amikor Csulalongkornt megkoronázzák, első dolga az, hogy eltörli az uralkodó előtti földreborulást.

## Szereplők
- Irene Dunne – Anna Owens
- Rex Harrison – Mongkut király
- Linda Darnell – Tuptim
- Lee J. Cobb – Kralahome
- Gale Sondergaard – Lady Thiang
- Mikhail Rasumny – Alak
- Dennis Hoey – Sir Edward
- Tito Renaldo – herceg
- Richard Lyon – Louis Owens

## Fogadtatás
1946-ban Talbot Jennings és Sally Benson forgatókönyvre adaptálta Margaret Landon történetét Irene Dunne és Rex Harrison főszereplésével. A filmet eleinte engedélyezte a thai kormány, ám 1950-ben már betiltották a másodszori bemutatását. Válaszul thai szerzők, Seni és Kukrit Pramoj megírták saját beszámolójukat 1948-ban és elküldték az amerikai politikusnak és diplomata Abbot Low Moffatnak, aki felhasználta azt saját, Mongkut, the King of Siam című életrajzi művéhez (1961). Moffat a Pramoj testvérek kéziratát a Kongresszusi Könyvtárnak adományozta 1961-ben. Az akkor újonnan függetlenné vált Indiában betiltották, mert szerintük pontatlanságokat tartalmazott egy keleti királyra nézve.
A film 1947-ben két Oscar-díjat nyert és további három jelölést is kapott.